# Igreja de Nossa Senhora da Assunção (Gralhas)
A Igreja de Nossa Senhora da Assunção apresenta-se como a igreja matriz de Gralhas situada na freguesia do mesmo nome, Município de Montalegre, Distrito de Vila Real.
Desconhece-se a data da sua fundação, no entanto sabe-se que é anterior ao século XVI, dado existir na Biblioteca Pública de Braga, uma «Relação de todas as Igrejas do Arcebispado e seus Padroeiros», onde consta, para além de outras 26 igrejas da região de Barroso, este igreja.